# Wolfgang Henning (Maler)
 Wolfgang Alfred Friedrich Henning (* 1946 in Leutkirch im Allgäu) ist ein deutscher Maler und Zeichner.

## Leben
1965 begann er eine handwerkliche Ausbildung im Atelier seines Vaters Erwin Henning. Von 1969 bis 1975 studierte er an der Staatlichen Akademie der bildenden Künste Karlsruhe bei Herbert Kitzel, dessen Meisterschüler er wurde, und bei Horst Egon Kalinowski. 1973 heiratete er seine Studienkollegin Eva Specht.
1978/79 erhielt er den Villa-Massimo-Preis, verbunden mit einem einjährigen Stipendium in der Villa Massimo, Rom. Henning ist Mitglied im Deutschen Künstlerbund, im Künstlerbund Baden-Württemberg, dem BBK Karlsruhe. Er war Vorstands- und Jurymitglied in der Sezession Oberschwaben-Bodensee bis zu deren Auflösung 1985 und lange Jahre bei der Münchener Secession Mitglied der Jury. 1980 erhielt er den Förderpreis des Kulturpreises der Städte Ravensburg und Weingarten. 1983/84 übernahm er die Lehrstuhlvertretung der Klasse von Kalinowski an der Kunstakademie Karlsruhe. Henning arbeitet als freischaffender Künstler in Karlsruhe-Durlach und Leutkirch.

## Werk
Menschen und Gesichter sind das zentrale Motiv im künstlerischen Werk von W. Henning. Die anspielungsreichen Titel unterstreichen dies, z. B.: „Ein seltsamer Heiliger“, „Resignierender Sozi bei abnehmender Rötung“, „Mutant – der Weisheit ein Stückchen näher“. Henning agiert als „poetischer Maler“. Es sind Bilder mit mindestens doppeltem Boden, doppelten Botschaften. Es entstanden Zyklen wie die erfundenen „Briefe des Eurylochos“, oder die Serie „Von der Leiter gefallen“, eine Auseinandersetzung mit der Tücke des Objekts. In der bildsymbolischen Abfolge „Die ungeliebten Kinder“ bewegen sich seine Arbeiten zwischen erstarrter Maske und grotesken Ausdrucksformen. In seinem Schaffen geht es ihm einerseits um Verdichtung kompositorischer und farblich bildnerischen Möglichkeiten, andererseits um eine gesellschaftlich engagierte Thematik. Die bevorzugten Malmittel sind Eitempera, Ölfarben und Ölkreiden, sowie Bleistifte und Tusche.
Eine Reihe seiner Arbeiten befindet sich in öffentlichen Sammlungen Baden-Württembergs.

### Einzelausstellungen (Auswahl)
Abkürzungen: (E) Einzelausstellung, (K) Katalog
- 1971 Galerie im Zimmertheater, Tübingen (zu Samuel Beckett, „Glückliche Tage“) (E)
- 1977 Biberach/Riß, Städtische Galerie Braith-Mali-Museum (E)
- 1977 Karlsruhe, Kunstverein (in der Reihe „Karlsruher Künstler“)
- 1980 Schramberg, Podium Kunst (E)
- 1981 Tuttlingen, Städtische Galerie (Vater und Sohn)
- 1981 Berlin, Galerie Hartwig (unter Mitwirkung von David Levine und Stephan Wigger) (E)
- 1984 Kirchheim/Teck, Städtische Galerie (E)
- 1984 Tettnang, Galerie im Torschloß (mit Vera Issleiber)
- 1984 Leutkirch im Allgäu, Galerie im Torhaus (E)
- 1987 Weingarten, Kornhausgalerie (E)
- 1987 Karlsruhe, Galerie Hilbur (mit Vera Issleiber)
- 1989 Laupheim, Städtische Galerie (Vater und Sohn)
- 1990 Pforzheim, Kunstverein im Reuchlinhaus (E)
- 1990 Karlsruhe, Kunsthalle (mit Vera Issleiber)
- 1994 Karlsruhe, Galerie art-contact (Herbert Kitzel und seine Schüler)
- 1997 Laupheim, Städtische Galerie (E)
- 1997 Karlsruhe, Galerie art-contact (E)
- 1998 Karlsruhe, Galerie Knecht (E)
- 2003 Karlsruhe, Galerie Knecht, Kabinettausstellung W. H., „Begegnungen mit H. Kitzel“
- 2006 Oberschönenfeld, Schwäbische Galerie (Vater und Sohn)
- 2007 Karlsruhe, Galerie Knecht (E)
- 2007 Herbert Kitzel und Freunde, Arbeiten von 1958 bis 1978. Galerie am Domplatz Halle/Saale und Galerie Alfred Knecht in der Orgelfabrik Karlsruhe-Durlach (K)
- 2008 Isny im Allgäu, Städtische Galerie (E)
- 2009 Karlsruhe, Staatliche Majolika, Kitzel und seine Schüler, Kunstportal Baden-Württemberg
- 2010 Baienfurt, Galerie im Rathaus (E)
- 2015 Karlsruhe, Galerie Knecht und Burster, (E)
- 2016 Leutkirch im Allgäu, Städtische Galerie im Torhaus, „W. H. und Wegbegleiter“
- 2023 Langenargen, Museum: „Von Ort zu Ort – Porträts und Jagdgesellschaften“

Zahlreiche Ausstellungsbeteiligungen an den Jahresausstellungen im Haus der Kunst, München (Secession) (K), der Darmstädter Secession (Mathildenhöhe) (K), dem Forum junger Kunst, Baden-Baden, Kunsthalle (K) der Gesellschaft junger Kunst, Baden-Baden; des Deutschen Künstlerbundes (K) und des Künstlerbundes Baden-Württemberg (K), der Secession Oberschwaben Bodensee (SOB) (K), Singen/Htwl. und Hilzingen (K).
In Verbindung mit dem Rom-Stipendium in Oberhausen, Städtische Galerie (K); der Galeria Rondanini, Rom; der Galerie der Villa Massimo, Rom (K); Bonn, Haus Baden-Württemberg; Heilbronn, Städtisches Museum(K); Kassel, Orangerie Karlsaue (K) und Karlsruhe, Kunstverein (K). Beteiligungen an der ART KARLSRUHE und der ART Bodensee Dornbirn (K).

## Bibliografie (Auswahl)
- P. Renz, K. C. Voigt: Wolfgang Henning – Malerei und Zeichnung. Roth, Leutkirch 1997 (Monografie).
- Klaus Jürgen Fischer: Gezeichnete Räume. In: Das Kunstwerk, Baden-Baden, Nr. 4/8/78.
- Rolfrafael Schröer: Römisches Lamento. In: Jahrbuch Villa Massimo Rom 1978.
- Sylvia Bieber, Erika Rödiger-Diruf (Redaktion): Erwerbungen der Städtischen Galerie im Prinz-Max-Palais Karlsruhe 1981 bis 1991. Städtische Galerie im Prinz-Max-Palais, Karlsruhe 1992, ISBN 978-3-923344-23-9.
- Franz Littmann: „Die beste Maske, die wir tragen, ist unser eigenes Gesicht“ – Wolfgang Henning. In: Klappe auf. Karlsruher Kulturmagazin, Oktober 1994.
- Hans-Georg Sehrt (Hrsg.): Herbert Kitzel (1928–1978) und Freunde. Hallescher Kunstverein, Halle 2007, DNB 987484923 (Ausstellung in Halle, Hallescher Kunstverein, Galerie am Domplatz, und  Karlsruhe-Durlach, Galerie Alfred Knecht in der Orgelfabrik).